# Hedavan
Hedavan är en sjö i Bodens kommun i Norrbotten och ingår i Luleälvens huvudavrinningsområde. Sjön har en area på 0,637 kvadratkilometer och ligger 19 meter över havet. Sjön avvattnas av vattendraget Sladabäcken.

## Delavrinningsområde
Hedavan ingår i det delavrinningsområde (731281-176180) som SMHI kallar för Utloppet av Hedavan. Medelhöjden är 68 meter över havet och ytan är 11,24 kvadratkilometer. Räknas de 4 avrinningsområdena uppströms in blir den ackumulerade arean 29,68 kvadratkilometer. Sladabäcken som avvattnar avrinningsområdet har biflödesordning 2, vilket innebär att vattnet flödar genom totalt 2 vattendrag innan det når havet efter 45 kilometer. Avrinningsområdet består mestadels av skog (60 procent) och jordbruk (14 procent). Avrinningsområdet har 0,66 kvadratkilometer vattenytor vilket ger det en sjöprocent på 5,9 procent. Bebyggelsen i området täcker en yta av 0,69 kvadratkilometer eller 6 procent av avrinningsområdet.